# Ivan Klíma
Ivan Klíma, rodným jménem Ivan Kauders (* 14. září 1931 Praha), je český spisovatel a dramatik s židovskými kořeny, syn vynálezce a světového odborníka na silnoproudé motory Viléma Klímy. V současné době je spolu s Patrikem Ouředníkem nejpřekládanějším žijícím českým autorem.

## Život
Narodil se v Praze a za druhé světové války strávil tři a půl roku v koncentračním táboře Terezín, ze kterého se dostal jako čtrnáctiletý. Jeho rodiče byli židovského původu. Vystudoval gymnázium a Filozofickou fakultu UK. Po absolutoriu v roce 1956 pracoval jako redaktor časopisu Květy a v letech 1959–1963 v nakladatelství Československý spisovatel. Poté psal do Literárních novin, Literárních listů (až do jejich zákazu), do časopisů Květen, Plamen a Orientace. Vstoupil do KSČ v roce 1953, v roce 1967 byl ze strany vyloučen. V roce 1968 zrušila KSČ jeho vyloučení, a ačkoli byl oficiálně ve straně, neúčastnil se žádných stranických aktivit. Z KSČ ho definitivně vyloučili v roce 1970. V roce 1969 odjel do USA, kde působil jako hostující profesor na Michiganské univerzitě. Po návratu v roce 1970 už byl zakázaným autorem, publikovat mohl jen v samizdatu a exilu a živil se dělnickými profesemi. Jeho dílo je rozsáhlé a žánrově pestré: próza, dramata, reportáže, eseje, fejetony a knížky pro děti. V roce 2013 podpořil založení LES (Liberálně ekologické strany), kterou zakládal Martin Bursík.

### Ceny a vyznamenání
V roce 2002 mu byla udělena Cena Franze Kafky za celoživotní dílo a knihu Velký věk chce mít též velké mordy o životě a dílu Karla Čapka.
V roce 2010 mu byla, v kategorii literatura faktu, udělena cena Magnesia Litera za paměti Moje šílené století.
Společně s Jiřím Peňásem se stal laureátem Ceny Ferdinanda Peroutky za rok 2013.

## Dílo
- Bezvadný den, 1960 – povídky s tématem osamocení
- Mezi třemi hranicemi, 1960 – reportáže o nejvýchodnějším cípu Slovenska, líčí kraj staleté bídy
- Karel Čapek, 1962 – eseje
- Hodina ticha, 1963 – román
- Milenci na jednu noc, 1964
- Návštěva u nesmrtelné tetky, 1965 – umělecká reportáž
- Klára a dva páni, 1968
- Loď jménem naděje, 1969
- Ženich pro Marcelu, 1969
- Milenci na jeden den, 1970
- Soudce z milosti, samizdat 1976 pod názvem Stojí, stojí šibenička, exil 1986, v Československu tisk 1991, podle kritiků jeho životní dílo: psychologický román propracovaný i po stránce děje
- Milostné léto, exil 1979
- Má veselá jitra, exil 1979, 1990
- Už se blíží meče, exil 1983, Československo 1990 – eseje
- Moje první lásky, exil 1985
- Láska a smetí, samizdat 1987, exil 1988, v Československu tiskem 1990
- Moje zlatá řemesla, 1990
- Čekání na tmu, čekání na světlo, 1993
- Poslední stupeň důvěrnosti, 1996
- Jak daleko je slunce, 1999
- Ani svatí, ani andělé, 1999
- Jak přežít blahobyt, 2001
- Velký věk chce mít též velké mordy, 2001 – život a dílo Karla Čapka
- Premiér a anděl, 2003
- Miláčkové chřestýši a jiné ženské horory, 2007
- Moje šílené století, Academia 2009, ISBN 978-80-200-1697-3 – Magnesia Litera 2010 za literaturu faktu
- Moje šílené století II.  Academia 2010 ISBN 978-80-200-1854-0
- Jak se nestát vrahem, Academia 2012, fejetony
- Moje šílené století, souborné vydání, Academia 2021, ISBN 978-80-200-3209-6

### Dramata
- Zámek, 1964, drama kafkovského typu
- Mistr, drama napsáno 1967, premiéra 1970 New York
- Cukrárna Miriam, 1968
- Porota, 1968
- Amerika, 1974, adaptace Kafkova díla, napsáno spolu s Pavlem Kohoutem.
- Ženich pro Marcelu, 1969
- Pokoj pro dva, 1973
- Hromobití, 1973